# Changsha
Changsha (長沙, 长沙 Chángshā, Chang-sha) è il capoluogo dell'Hunan, una provincia della Cina centro-meridionale.

## Geografia
Bagnata dal fiume Xiangjiang, il maggiore affluente del fiume Yangtze, la città copre un'area di 11.819 chilometri quadrati ed ha una popolazione di 7.044.118 (2010) di abitanti. Luogo in cui Mao Zedong passò gran parte dei suoi anni formativi, in suo ricordo nel 2009 è stata inaugurata l'enorme Statua del giovane Mao Zedong, in granito. La città ha lo status di città-prefettura.

## Infrastrutture e trasporti
Nella città è in progetto la realizzazione di Sky City, che potrebbe diventare il più alto grattacielo al mondo. A Changsha è anche in corso la costruzione di un sistema di due linee di metropolitana, la cui apertura è prevista nel 2015.
È stato costruito un ponte pedonale in acciaio a fine settembre 2016 che, secondo i progettisti della NEXT Architects, ricorda il nastro di Möbius. Esso fa parte dello sviluppo dello spazio pubblico del parco fluviale intorno al lago Meixi. La struttura si sviluppa per 184 metri in lunghezza e 22 metri in altezza.
La città è collegata all'Aeroporto di Changsha-Huanghua tramite una linea maglev.

## Monumenti e luoghi di interesse
Tra i principali siti di interesse vi sono il palazzo del Changsha Meixihu International Culture and Arts Centre progettato da Zaha Hadid Architects situato nei pressi del lago Meixi, la Statua del giovane Mao Zedong, la Finestra del Mondo e il Changsha Ice World.
Di prestigio storico vi sono il Museo provinciale dello Hunan, che possiede 180.000 artefatti che vanno dalla dinastia Zhou alla dinastia Qing, e il sito di Mawangdui, posto a 22 km a est dalla città, dove sono stati rinvenuti oggetti artistici e tombe della dinastia Han, nonché striscioni funebri di seta.

## Amministrazione

### Gemellaggi
- Arezzo
- Augusta
- Friburgo
- Gumi
- Kagoshima
- Kimberley
- Latenapula
- Mons
- Puluolua
- Saint Paul